# 109-es busz (Budapest, 1977–1983)
A budapesti 109-es jelzésű autóbusz a Duna utca és az Orczy tér között közlekedett. A viszonylatot a Budapesti Közlekedési Vállalat üzemeltette.

## Története
Az 1960-as években a trolibuszhálózat fokozatos megszüntetéséről döntöttek, melynek következtében 1973. december 2-án megszűnt az Orczy tér és Curia utca között közlekedő 74-es trolibusz. Helyette 9Y jelzéssel új buszjárat indult azonos útvonalon. Az 1977. január 1-jén bevezetett új viszonylatszámozás során a 109-es jelzést kapta, ugyanekkor végállomását a Duna utcához helyezték át.
1983. augusztus 14-án megszűnt, helyette 83-as jelzéssel újraindult a trolibusz-közlekedés a Baross utcában, azonban a 83-as a Duna utcát érintő addigi útvonaltól jelentősen eltérve, már a Nagykörúttól a belváros felé eső első kereszteződésnél letért a Baross utcáról, és a Mária utca – Kinizsi utca – Közraktár utca útvonalon érkezett a Fővám (akkori nevén Dimitrov) téren kijelölt végállomására. A belvárostól kifelé tartó irány útvonala a Dimitrov tér – Tolbuhin körút sarkától lényegében azonos maradt a korábbival.

## Útvonala
| Orczy tér felé | Duna utca felé |
| --- | --- |
| Duna utca vá. – Duna utca – Váci utca – Tolbuhin körút (ma: Vámház körút) – Kálvin tér – Üllői út – Baross utca – Orczy tér vá. | Orczy tér vá. – Baross utca – Kálvin tér – Kecskeméti utca – Eötvös Loránd (ma: Papnövelde) utca – Veres Pálné utca – Duna utca – Duna utca vá. |

## Megállóhelyei
| 0  | Duna utca végállomás                    | 13 | 2, 5, 5, 8, 8A, 15, 112 2, 2A |
| 2  | Dimitrov tér (ma: Fővám tér)            | ∫  | 1, 15 2, 2A, 47, 49           |
| 4  | Kálvin tér                              | 10 | 1, 9, 15 47, 49               |
| 5  | Szentkirályi utca                       | 8  | 9                             |
| 6  | József körút                            | 6  | 9, 9, 12, 12A, 17 4, 6        |
| 8  | Horváth Mihály tér                      | 5  | 9                             |
| 9  | Koszorú utca                            | 3  | 9                             |
| 10 | Kulich Gyula tér (ma: Kálvária tér)     | 2  | 9, 89, 99                     |
| 11 | Csobánc utca                            | ∫  | 89, 99                        |
| 12 | Mező Imre út (ma: Orczy út / Fiumei út) | ∫  | 9, 17, 33 23, 24, 28, 36      |
| 13 | Orczy tér végállomás                    | 0  | 9, 17, 33 23, 24, 28, 36      |